# Аспірант (військове звання)
Аспірант — звання, яке присвоюється студенту, курсанту сержантської чи офіцерської академії. В деяких країнах це звання, яке присвоюється випускникам військової академії.

## В інших країнах

### Аргентинські військові
У збройних силах Аргентини «аспірант» — це студент будь-якої з п'яти академій сержантського складу. Термін також використовується для позначення кандидата на вступ до офіцерської академії.

### Бразильські військові
У бразильських збройних силах «аспірант» (офіційна назва — Aspirante a Oficial) — це звання для випускника Військової академії зі Збройних Сил або Департаментів державної військової поліції. Це перше звання в кар'єрі «Офіцер» і воно є тимчасовим. Зазвичай «Аспіранти» тримають цей титул від 6 місяців до 2 років, залежно від філії. Аспіранти мають ту саму роботу, що й 2-і лейтенанти, і їхні підлеглі ставляться до них як до них.

### Королівський флот Канади
Подібно до французького вживання, Королівський ВМС Канади використовує франкомовне звання «Aspirant de marine» (AspM) для позначення молодшого офіцера, який проходить підготовку. Це ж звання в англійській мові називається «Naval Cadet» (NCdt). Аспірант морської піхоти не має повноважень королеви і повинен або отримати вищу освіту, або пройти свою першу професійну кваліфікацію, щоб отримати підвищення.

### Сили оборони Естонії
Військовослужбовцям молодшого сержантського складу, які пройшли курси командирів взводів запасу, присвоюють звання претендентів, тобто їм присвоюють офіцерські звання (енсин або молодший лейтенант) у разі мобілізації та війни. Деякі претенденти також отримують підвищення під час військових ігор резерву.

### Збройні сили Португалії
Aspirante-a-oficial — це перший ранг в офіцерському корпусі, нижчий за Alferes в армії та авіації та Guarda-Marinha (випускники військово-морської школи) або Sub-tenente (тимчасові офіцери, які закінчили цивільні університети) у флоті.

### ВМС Румунії
У ВМС Румунії аспірант є найнижчим званням, еквівалентним званню енсина.

### Французькі війська[1]
Незважаючи на те, що аспірант сприймається як перший клас офіцера, клас претендента, у французькій армії таке звання офіційно вважається проміжним між класом сержантів та офіцерів. Вони не здійснюють, командування під час стажування чи навчання, натомість за статусом, дисципліною та повсякденним життям уподібнюються офіцерам.
Аспірант прагне стати офіцером. Найчастіше оцінюються претенденти на звання молодших офіцерів — лейтенантів, перебуваючи в школах набору під назвою "волонтер".

### Інші
У Норвегії «Аспірантський курс» — це трирічна програма стажування для студентів, які мають намір працювати в Міністерстві закордонних справ, тобто майбутніх дипломатів.

## Дивіться також
- Звання і відзнаки офіцерів сухопутних військ НАТО